# Tajuria alixae
Tajuria alixae är en fjärilsart som beskrevs av John Nevill Eliot 1973. Tajuria alixae ingår i släktet Tajuria och familjen juvelvingar. Inga underarter finns listade i Catalogue of Life.